# Valdocco
Valdocco este un cartier periferic din municipiul Torino, Italia denumit astfel după numele latin al locului, "Vallis occisorum". A primit acest nume după ce în secolul al III-lea, fuseseră martirizați aici trei soldați, Solutore, Avventore și Ottavio, din Legiunea Tebea, pentru credința lor în Cristos.